# Зайончково (Тчевський повіт)
Зайончково (пол. Zajączkowo, нім. Liebenhoff, 1942–45 Liebenhof) — село в Польщі, у гміні Тчев Тчевського повіту Поморського воєводства.
Населення — 507 осіб (2011).
У 1975-1998 роках село належало до Гданського воєводства.

## Демографія
Демографічна структура станом на 31 березня 2011 року:
|          | Загалом | Допрацездатний вік | Працездатний вік | Постпрацездатний вік |
| -------- | ------- | ------------------ | ---------------- | -------------------- |
| Чоловіки | 253     | 69                 | 159              | 25                   |
| Жінки    | 254     | 55                 | 160              | 39                   |
| Разом    | 507     | 124                | 319              | 64                   |